# Zygonyx flavicosta
Zygonyx flavicosta là một loài chuồn chuồn ngô thuộc họ Libellulidae. Nó được tìm thấy ở Angola, Cameroon, Cộng hòa Dân chủ Congo, Bờ Biển Ngà, Guinea Xích Đạo, Ghana, Liberia, Nigeria, Sierra Leone, Togo, Uganda, và Zambia. Các môi trường sống tự nhiên của chúng là các khu rừng ẩm ướt đất thấp nhiệt đới hoặc cận nhiệt đới và sông có nước theo mùa.